# Serrano Football Club
Serrano Football Club é uma agremiação esportiva da cidade de Petrópolis, no estado do Rio de Janeiro, fundada em 29 de junho de 1915. Conquistou duas vezes o Campeonato Fluminense de Futebol, nos anos de 1925 e 1945, além das conquistas do Campeonato Carioca - Série B1 e Série A2 - nos anos de 1992 e 1999, respectivamente.

## História

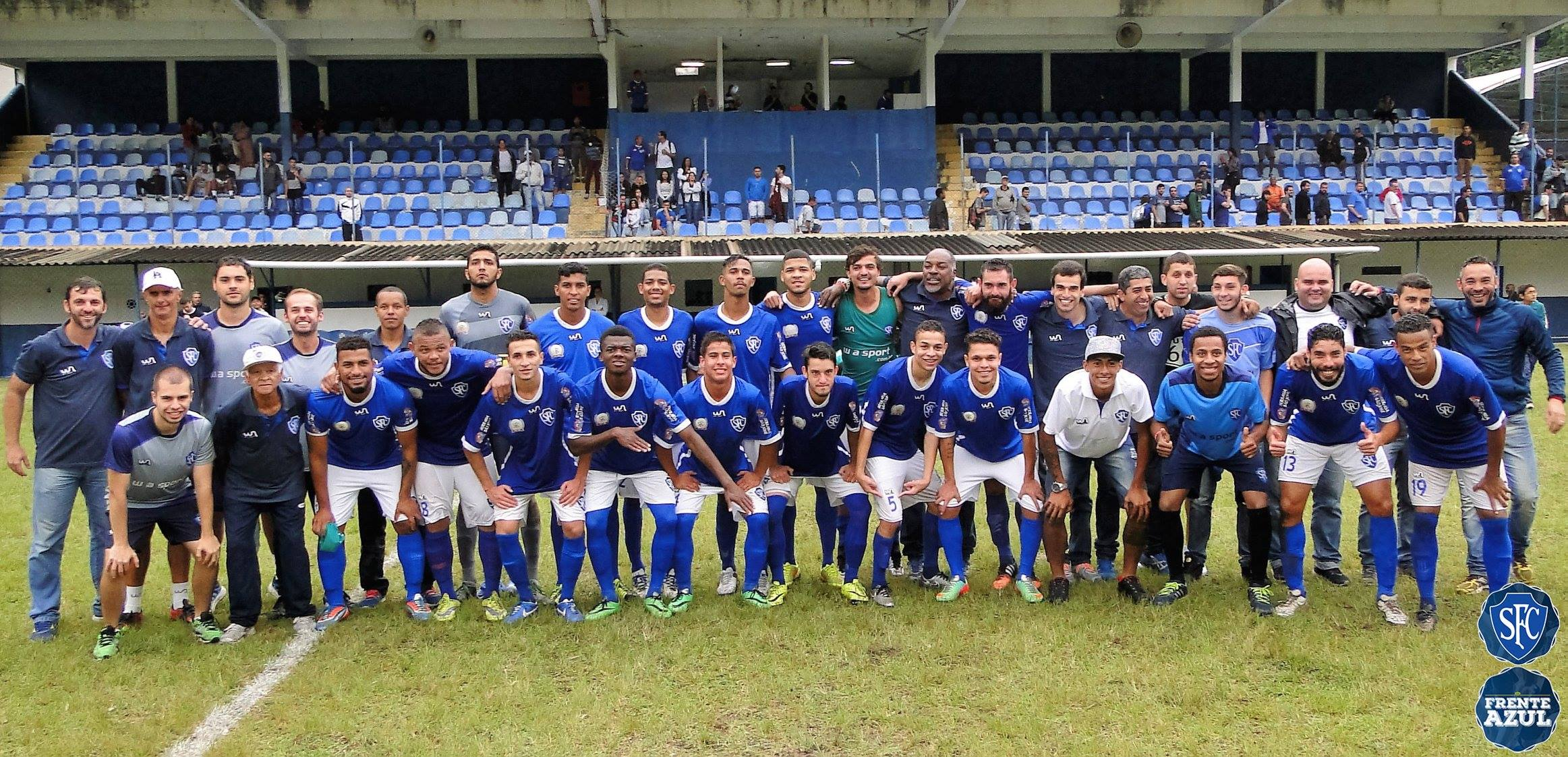
Serrano após a vitória sobre o Juventus pelo Carioca Serie C 2016

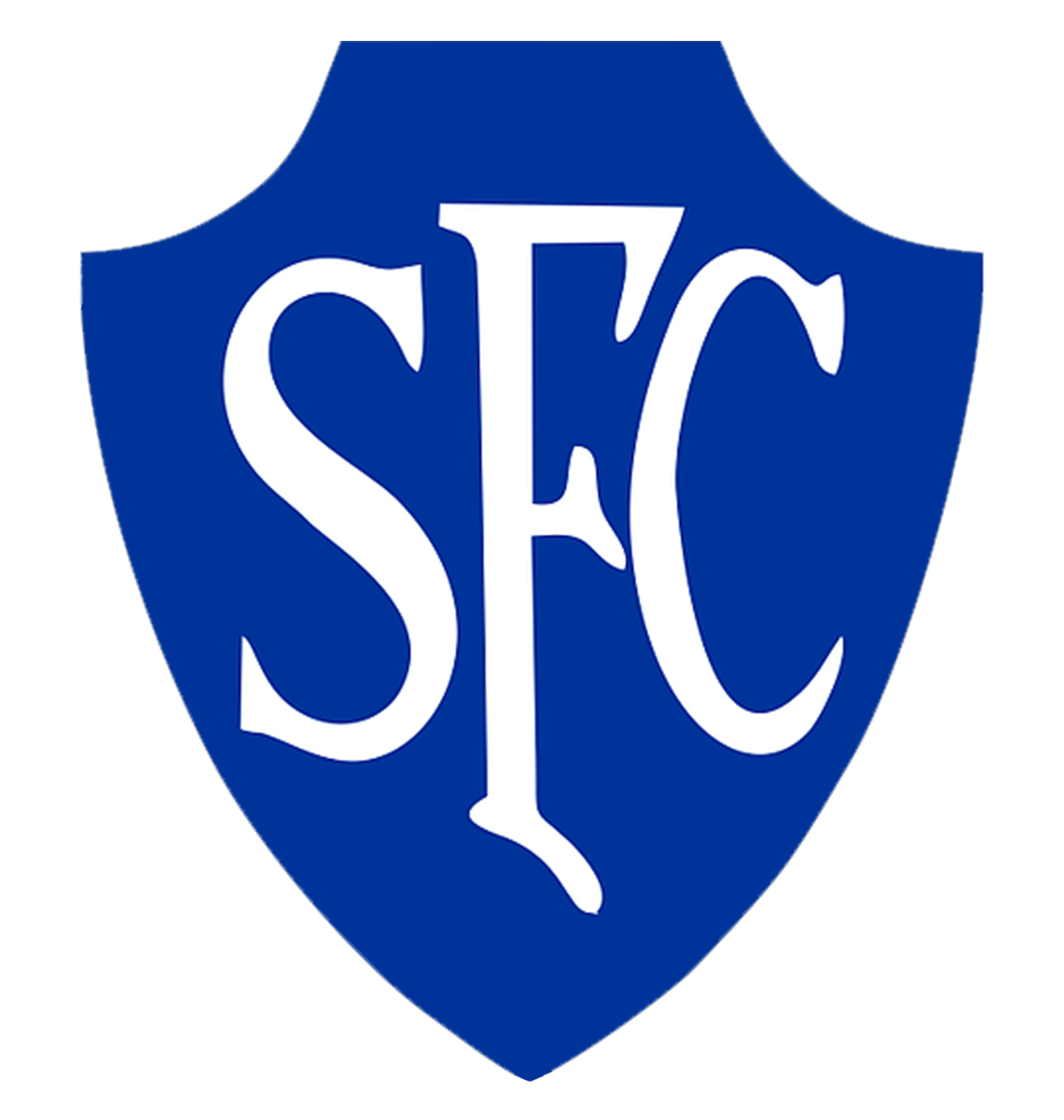
Escudo atual do clube

Em 29 de junho de 1915, um grupo de dirigentes do antigo Terra Santa Futebol Clube estavam insatisfeitos com a situação do time, e decidiram se reunir para fazer mudanças. No dia em que a cidade de Petrópolis festejava a data de São Pedro, foi fundado o Serrano Futebol Clube, nome sugerido por Guilherme Frederico Kozlowsky, um dos antigos dirigentes, em homenagem ao lugar onde nasceram.
Azul e branco foram as cores escolhidas para compor o uniforme do clube que, ao longo dos anos, se tornou o mais popular e querido de Petrópolis. O Serrano foi o primeiro clube campeão oficial do município. Na conquista do tricampeonato, o time começava a despertar a atenção dos demais adversários. Considerado um dos emergentes do futebol do Rio de Janeiro, o Serrano misturava bom futebol com a paixão de sua torcida.
A atuação do clube não se restringiu apenas ao futebol. O Serrano teve equipes de hóquei, uma das mais fortes do Brasil, basquete, tênis de mesa, vôlei, entre outros. Mas foi no futebol, que o clube fez história, principalmente depois que ingressou no profissionalismo, em 1979. 
Grandes ídolos, como Milton, que integrou a seleção brasileira olímpica de 1988, o goleiro Acácio, que foi reserva na Copa do Mundo de 1990, Anapolina, que em 1980 eliminou as chances do Flamengo de conquistar o tetracampeonato estadual e Garrincha, um dos maiores craques brasileiros, passaram pelo Serrano.
Após anos de conquistas e superação, vitórias e derrotas, alegrias e tristezas e, acima de tudo, anos de amor a um ideal, o Serrano Futebol Clube hoje continua em busca de títulos com os times de futebol de campo e futsal, levando alegria e emoção a todos os petropolitanos.

### Fatos marcantes da História do Serrano
- 1915 – Ano de fundação do clube.
- 1916 – Eleição do primeiro presidente do clube, Antônio Marques.
- 1918 – Por iniciativa do Serrano, foi fundada a Liga Petropolitana de Esportes, oficializando o futebol em Petrópolis.  Ano do primeiro título conquistado pelo Serrano.
- 1920 – Primeiro grande jogo interestadual contra o Fluminense F.C. , que tornou o Serrano conhecido em todo o Brasil.
- 1925 – Vencendo o Fluminense A.C. de Niterói por 4 a 0 na final, o Serrano conquista seu primeiro título do Campeonato Fluminense de Futebol.
- 1932 – O time de basquetebol do Serrano conquista o primeiro campeonato.
- 1945 – O Serrano conquista o título de ´´O Clube mais que querido da cidade“, promovido pelo jornal Tribuna de Petrópolis.
- 1945 – Vencendo o Goytacaz F.C. de Campos na final, o Serrano conquista seu segundo título do Campeonato Fluminense de Futebol.
- 1951 – Inauguração do Estádio Atílio Marotti.
- 1956 – Com 100% de aproveitamento, o Serrano conquista o título de campeão da zona metropolitana do Campeonato Fluminense de Futebol e classifica-se para as finais, não realizadas por falta de datas.
- 1980 – O Flamengo foi derrotado pelo Serrano, com gol antológico de Anapolina, o que eliminou todas as suas chances de conquistar o tetracampeonato estadual.[1]Estádio Atílio Marotti

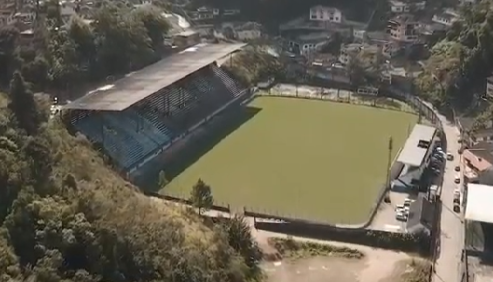
Estádio Atílio Marotti

- 1992 – Campeão da 3ª Divisão Estadual (atual Série B1).
- 1999 – Campeão da 2ª Divisão Estadual (atual Série A2).
- 2011 – Campeão da 3ª Divisão Estadual - Sub-20 (atual Série B2).
- 2016 – Campeão do 2º Turno da 3ª Divisão Estadual (atual Série B1), conquistando o acesso à 2ª Divisão Estadual após grande reformulação.[2]

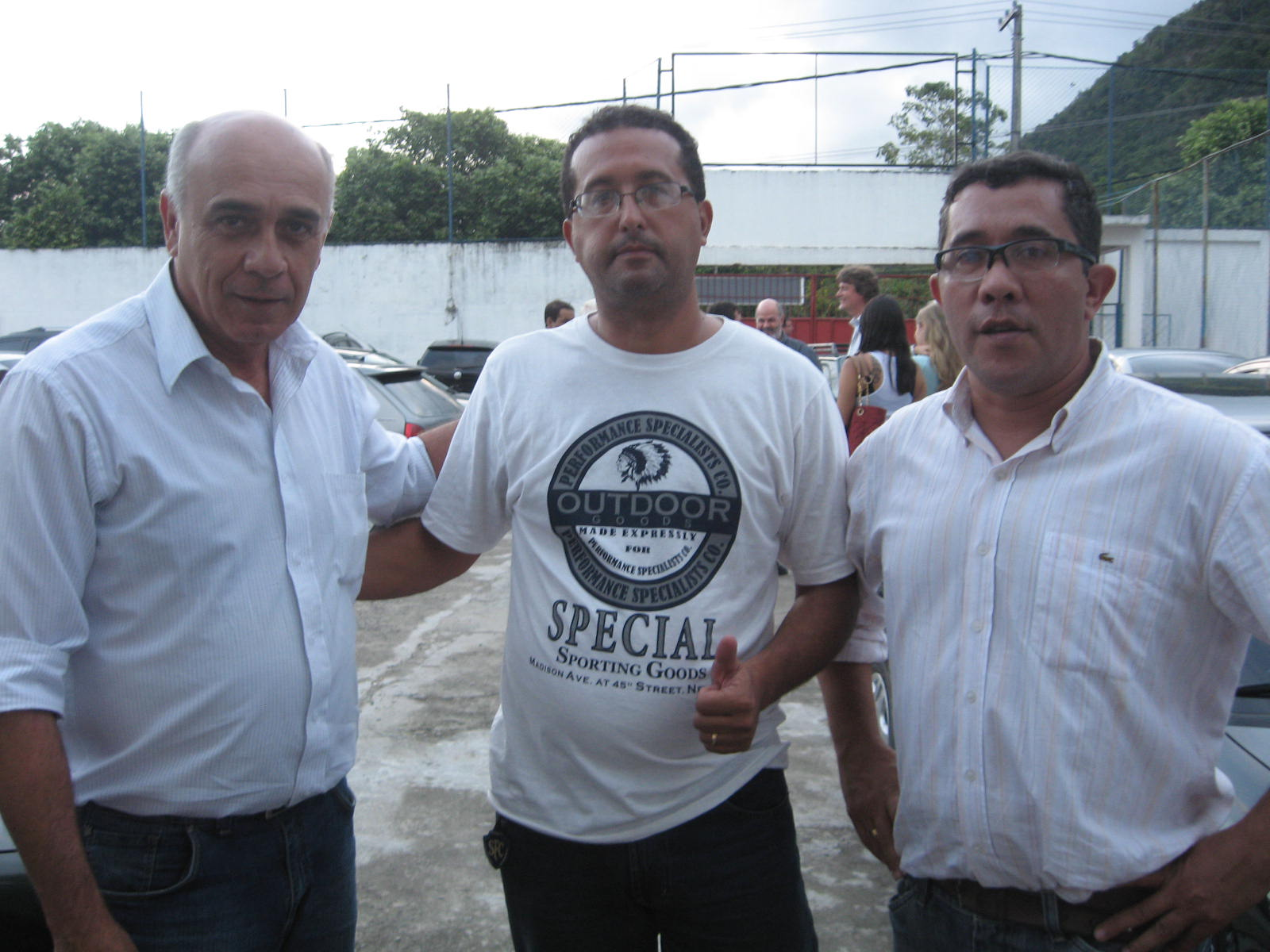
Carlos Alberto Lancetta (gestor), Alexandre Beck (presidente) e Paulo Catrambi (vice-jurídico)

### Serrano no Futebol

#### Século XX
Fundado em 1915, o Serrano conquistou duas vezes o Campeonato Fluminense de Futebol, nos anos de 1925 e 1945.
No ano de 1932 um jogo amistoso ficou marcado na história do futebol do clube Serrano. No ano anterior o America Football Club havia sido campeão do Campeonato Carioca de Futebol e recebeu convite para jogar em Petrópolis, no Campo de Terra Santa, contra o time do Serrano, no dia 10 de janeiro, pra defender seu prestígio de campeão invicto carioca. Com gols de Gerson e Benedito o clube Serrano venceu e quebrou a invencibilidade do America pelo placar de 2 a 1; o único gol americano foi marcado por Almeida. Walter, goleiro do Serrano, conseguiu conter as investidas do America em obter o empate. Com o espetacular resultado a torcida invadiu o campo para comemorar com os jogadores ao final da partida. A partida foi arbitrada por Carlos de Oliveira Botelho, o Tijolo.
Na década de 1970 foi cogitada a fusão do Serrano com o clube do Botafogo de Futebol e Regatas, todavia os sócios do Serrano declinaram da proposta por não considerarem muito atraentes as condições.
Em 1980, o Serrano participou da Primeira Divisão do Campeonato Carioca. Naquela edição, o clube petropolitano enfrentou o Flamengo, então atual tricampeão carioca e campeão brasileiro. O time do clube da capital era repleto de craques, como Zico, Tita, Adílio, Leandro e Júnior. No mesmo ano participou do Campeonato Brasileiro - Série B
Na partida disputada em uma noite chuvosa e fria no Estádio Atílio Marotti, o Serrano bateu o Flamengo por 1 a 0, placar que acabou com o sonho flamenguista de conquistar o tetracampeonato carioca. Aos dezenove minutos de jogo, o ponta-esquerda Elimar Cerqueira, conhecido como Anapolina, que era o terceiro reserva do time e só ganhou a vaga porque o titular foi vendido, dias antes, toma a bola de Zico no meio-campo e passa a bola para Humberto. O lateral dá a bola ao centroavante Luiz Carlos. O atacante tenta o chute para o gol, mas a bola resvala em Júnior e tira os zagueiros do Flamengo do lance e Anapolina bate para o gol, sem chances para Raul Plassmann. O goleiro do Serrano, Acácio, ainda salvou o time nas oportunidades que o Flamengo teve até o apito final.
Ainda em 1980, o clube disputa o Campeonato Brasileiro da Série B e fica em quinquagésimo-sétimo lugar.

#### Século XXI
Em 2005 e 2006, o Serrano participou do Campeonato Carioca da 2ª Divisão, atual Série A2, fazendo uma campanha pífia, terminando em último.
Em 2007, o clube não pôde participar de nenhum campeonato profissional. Mas, em 2008 houve o retorno do clube aos campeonatos profissionais, disputando o Campeonato Carioca da Segunda Divisão, porém, com a pior campanha da competição, foi rebaixado para a Terceira Divisão. 
Em 2009, o Serrano disputou o Campeonato Estadual da Terceira Divisão das categorias de Juniores e Profissional.
Na categoria de Juniores, o time fez uma péssima campanha e não avançou na competição, não passando nem mesmo da 1ª fase. Uma infeliz eliminação precoce. No profissional chega apenas à segunda fase e é eliminado da competição.
Em 2011, a equipe Sub-20 do Serrano venceu a Série C (atual B2) do Campeonato Carioca Sub-20. Na final, o Serrano derrotou o Goytacaz no primeiro jogo por 1 x 0. No segundo jogo, fora de casa, arrancou o empate em 0 x 0 e sagrou-se, pela primeira vez, campeão da competição organizada pela FFERJ na categoria de Juniores.
Em 2012, o Serrano é eliminado da Série C (atual B1) do Campeonato Carioca, mais uma vez, na segunda fase da competição.
Em 2016, a Frente Azul conquistou seu primeiro objetivo, o Serrano voltou a disputar a Série C do Campeonato Estadual do RJ e conseguiu promoção para a Série B1 (atual A2) do Campeonato Estadual do RJ em 2017.
Em 2019, disputou o Campeonato Petropolitano de Futebol.
Em 2020, a FFERJ promoveu grande mudança na estrutura de suas competições, o que culminou na mudança dos nomes, regulamento e equipes participantes de cada uma das séries do Campeonato Carioca. Com a nova divisão, o Campeonato Carioca passa a contar com cinco divisões: Série A; Série A2; Série B1; Série B2; e Série C.
Uma das mudanças realizadas pela Federação foi a extinção da fase preliminar da Série A do Campeonato Carioca. Dessa forma, 5 equipes foram rebaixadas para a Série A2, o que, por consequência, rebaixou as equipes que participaram da Série B1, atual A2, de 2020 que ficaram entre a 9ª e 15ª posição, para a atual Série B1, o que culminou no retorno do Serrano para a atual Série B1, uma vez que terminou a competição na 9ª Colocação.
Em 2021, o Serrano disputou a Série B1, estreiando contra a equipe do Serra Macaense. No primeiro turno (Taça Maracanã), o Serrano alcançou a final da competição, enfrentando a equipe do Pérolas Negras. O jogo foi disputado no Estádio do Trabalhador, terminando os 90 minutos regulamentares do jogo em 0x0. Na decisão por pênaltis, o Pérolas Negras fora mais competente, vencendo a disputa por 4x3. O Serrano terminou a competição com o vice campeonato da Taça Maracanã.
No segundo turno (Taça Waldir Amaral), o Serrano não conseguiu repetir o mesmo rendimento do primeiro, encerrando a fase de grupos na terceira colocação, fora da zona de classificação para as semifinais da competição.
Ainda em 2021, foi confirmado o retorno do Serrano à disputa da Copa Rio de 2021, competição que não disputava desde 2017 e que garante uma vaga na Copa do Brasil ou na Série D do Campeonato Brasileiro. O Serrano estreou contra a equipe do Pérolas Negras. No primeiro jogo, empate em 0 a 0, já na segunda partida, em jogo que fora paralisado em razão de forte neblina, o Serrano não teve tanta sorte e acabou derrotado por 2x1, sendo eliminado da competição.
2021, no entanto, fora um ano positivo para o Serrano, que voltou a disputar uma final de turno na competição estadual, e retornou à disputa da Copa Rio.
Em 2023, o Serrano conquistou o acesso à Série A2 do Campeonato Carioca. O retorno à Segunda Divisão do Carioca se deu com um empate em 1x1, no jogo de volta da semifinal da Série B1 do Campeonato Carioca contra a equipe do Barra da Tijuca. O gol do empate, e da classificação, foi marcado por Magdiel.
Com o Resultado, o Serrano se classificou para a final da Série B1 do Campeonato Carioca de 2023, no qual enfrentrou a equipe do Duque de Caxias, perdendo de 1x0 na ida e empatando em 0 a 0 na volta, sagrando-se vice-campeão.
Em 2024, após o Serrano empatar com a equipe da Cabofriense, a equipe foi rebaixada para o Campeonato Carioca de Futebol de 2024 - Série B1.
No Campeonato Carioca de Futebol de 2024 - Série B1 o Serrano terminou em 8° lugar (penúltimo lugar), com 6 pontos, empatado em pontos com o rebaixado daquele ano, o Belford Roxo, mas apesar disso, não foi rebaixado, porque por conta da desistência de 3 clubes do campeonato, só houve um rebaixamento.

## Títulos
Campeão Invicto
| Estaduais                                             | Estaduais | Estaduais                                                               | Estaduais |
| Competição                                            | Títulos   | Temporadas                                                              |           |
| ----------------------------------------------------- | --------- | ----------------------------------------------------------------------- | --------- |
| Campeonato Fluminense                                 | 2         | 1925 e 1945                                                             |           |
| Campeonato Carioca - 2.ª divisão (Série A2)           | 2         | 1992 e 1999                                                             |           |
| 2º Turno do Campeonato Carioca 3.ª divisão (Série B1) | 1         | 2016                                                                    |           |
| Municipais                                            |           |                                                                         |           |
| Competição                                            | Títulos   | Temporadas                                                              |           |
| Campeonato Citadino de Petrópolis                     | 12        | 1918, 1919, 1920, 1930, 1931, 1932, 1933, 1936, 1939, 1945, 1957 e 1967 |           |

### Títulos de Categorias de Base
- Campeonato Carioca - Série B2 (Categoria Sub-20): 1 (2011)
- Campeonato Carioca - Série A2 (Categoria Sub-15)[24]: 1 (2021)
- Copa União de Futebol - RJ - Série Ouro (Categoria Sub-20)[25]: 1 (2022)
- Copa União de Futebol - RJ - Série Ouro (Categoria Sub-17)[26]: 1 (2022)
- Copa Carioca de Futebol de Base - Série Ouro (Categoria Sub-16)[27] 1 (2021)

### Outras Conquistas
- Torneio de Inverno de Nova Friburgo: 1 (1980)

### Campanhas de destaque
Vice-campeão: Carioca Série B1 (2023)

## Fonte
- VIANA, Eduardo. Implantação do futebol Profissional no Estado do Rio de Janeiro. Rio de Janeiro: Editora Cátedra, s/d.